# L0phtcrack
L0pthCrack è un'applicazione utilizzata per il password auditing o per recuperare le password di Microsoft Windows, originariamente sviluppata da Mudge della L0pht Heavy Industries. Questo tool è uno dei più usati dai cracker, nonostante in molti ancora usino le versioni precedenti dato il loro costo più basso e la loro disponibilità.
Fu prodotta dalla @stake dopo che la L0pth si unì ad essa nel 2000; la @stake venne poi acquistata dalla Symantec nel 2004. Poco dopo la Symantec interruppe la vendita di tale prodotto al di fuori degli Stati Uniti poiché violava i termini per l'esportazione della crittografia e nel 2006 sospese anche l'assistenza tecnica.
Nel gennaio 2009 L0phtCrack fu acquistato dagli autori originali, Peiter Zatko, Chris Wysopal, e Christien Rioux. L'11 marzo 2009 al SOURCE Boston Conference annunciarono l'uscita di L0phtCrack 6, con pieno supporto dei sistemi operativi Microsoft a 64-bit e Rainbow Tables aggiornate.

## Funzionamento
Come primo passo è necessario scegliere da quale fonte importare gli hash delle password, se dalla macchina locale ("Local Machine"), da una macchina remota("Remote Machine") a cui si può accedere con i privilegi da amministratore, da un file di tipo SAM ("From SAM file"), direttamente dal database SAM ("From PWDUMP file"), se da un file unix di tipo shadow ("From Unix Shadow file") o attraverso lo sniffing tra una macchina e l'altra ("Import from sniffer").
Una volta ottenuta la lista hash delle password si procede con il cracking vero e proprio. In primo luogo L0phtcrach verificherà se l'hash delle password combacia con l'username dell'account stesso, questo tipo di password sono le più sensibili. In caso di esito positivo la password verrà mostrata a video, altrimenti il processo di auditing continuerà eseguendo uno dopo l'altro i seguenti tipi di attacchi finché il confronto darà esito positivo:
- Attacco a dizionario
- Attacco ibrido
- Rainbow Tables
- Metodo forza bruta

## Tipi di Hash delle Password
L0phtcrack supporta i seguenti tipi di hash delle password:
- LM hash, l'auditing di questo tipo è il più semplice e il più veloce.
- NTLM hash, l'hash di qè basato su un algoritmo più forte rispetto all'LM hash e l'auditing richiede quindi più tempo.
- LM/NTLM challenge response, l'auditing di questo tipo richiede più tempo poiché ogni hash è criptato secondo un algoritmo unico.